# Monasterio de Nuestra Señora de los Huertos (Segovia)
El monasterio de Nuestra Señora de los Huertos era un antiguo cenobio premonstratense situado en Segovia.

## Historia
Los orígenes del monasterio no son muy claros, pudiendo tratarse en un primer momento de un cenobio cisterciense. Se instaló en la ribera norte del valle del Eresma, a los pies de la ciudad de Segovia.
En 1176 pertenecía ya a la orden de los Premonstratenses y dependía del Monasterio de la Vid (en la actual provincia de Burgos). Alfonso VIII de Castilla le hizo donación de una presa junto al Eresma en 1186. Inocencio III puso el monasterio bajo su protección en 1198.
A finales del siglo XIII el monasterio contaba con bienes en diversos pueblos cercanos del ámbito segoviano, incluyéndose tierras de labor.
En 1637, según cuenta Diego de Colmenares, el monasterio se trasladó primero a las cercanías de la iglesia de Santa Eulalia, y después, intramuros de la ciudad en las cercanías de la parroquia de San Facundo. El origen de este traslado a la parte alta de la ciudad se encuentra en las frecuentes inundaciones sufridas en el monasterio por las crecidas del Eresma. En el antiguo monasterio se mantuvo como parroquia una parte de su iglesia, como parroquia de Santa Ana con su anejo de San Pedro de Allás.
En 1835 el monasterio sería desamortizado finalmente. En 1888 se derribarían sus edificios, dando lugar a la actual plaza de los Huertos.
En la década de 2000 se realizaron excavaciones arqueológicas en el lugar de la primera sede del monasterio.

## Descripción
La primera de sus sedes se encontraba en el margen norte de la Alameda del Parral, a orillas del río Eresma.
La primera de sus ubicaciones contaba con una iglesia de planta románica, de tres naves rematadas con ábsides semicirculares orientados a oriente. A los pies de la iglesia (al oeste de esta) se situaba un claustro cuadrangular de estilo gótico.
Las iglesias de sus sucesivas sedes albergaron una imagen en marfil de la Virgen y el Niño de pequeño formato y de estilo gótico conocida como Nuestra Señora de las Aguas. Esta escultura fue custodiada en la casa de los marqueses de Lozoya durante la Invasión francesa de España, siendo restituida al monasterio con la vuelta al trono de Fernando VII.